# Шарль-Симон Фавар
Ша́рль Симо́н Фава́р (фр. Charles-Simon Favart; 13 листопада 1710, Париж — 12 травня 1792, селище Бельвіль, Париж) — французький драматург-комедіограф, лібреттист, композитор і театральний режисер.

## Біографія
Народився 13 листопада 1710 року в Парижі в родині пиріжника. 
У 1743–1745 роках — режисер театру Опера комік. У 1745-1750 роках разом з дружиною жив і працював в Брюсселі. У 1751 році повернувся до Парижа. У 1757–1769 роках входив в дирекцію театру Опера комік, який в 1762 році об'єднався з театром «Комеді Італьєн», а в 1783 році отримав назву «Театр Фавара» або «Зал Фавара».
Значну участь в роботі Фавара брала його дружина, французька комедійна акторка і співачка, виконавиця головних ролей в багатьох його п'єсах — Марі Жюстін Фавар, до шлюбу де Ронсере (фр. du Ronceray). Вона дебютувала в Парижі в 1744 році. Також відома під ім'ям Мадам Фавар (15 червня 1727, Авіньйон — 21 квітня 1772, Париж). Вважається, що вона допомогла Фавару написати близько 90 п'єс для театру.
З початком Великої французької революції (1789–1799) відійшов від театральної діяльності.
Помер 12 травня 1792 року в селищі Бельвіль, тепер це — один із кварталів Парижа.

## Творчість
З 1732 року вигадував п'єси для паризьких ярмаркових театрів — «Бінокль» (1734, театр на Сен-Жерменському ярмарку), «Алжирський паша» (1741, театр на Сен-Лоранському ярмарку) та інші. 
Став відомим після постановки п'єси «Шукачка розуму» (1741 рік, театри на Сен-Жерменському та Сен-Лоранському ярмарках).
Створив блискучі зразки пародійної комедії-водевіля, основу якої поклав Лесаж, і комедій з арієтами. У комедіях сюжет будував на любовних переживаннях дам і кавалерів, також вводив у дійові особи і селян, використовуючи народну мову. 
Автор численних одноактних п'єс. До середини 1750-х років — сам підбирав популярні наспіви до своїх п'єс. Із затвердженням французької комічної опери як музичного жанру — поступово перейшов на положення лібреттиста, що співробітничав з композиторами.
Сценічність, жвавість діалогів і ліризм творів Фавара забезпечили їм широку популярність. П'єси Фавара стали зразком для лібретто зінгшпілів Гете, були високо оцінені Лессінгом. П'єсу «Сулейман або Три султани» Лессінг проаналізував в «Гамбургській драматургії» (1767–1769) і похвалив її.
Твори Фавара були видані в Парижі у 1808 році під назвою «Mémoires et correspondance littéraires» (в 3 томах), у 1830 році — в Парижі під назвою «Oeuvres choisies de M. et M-me Favart» теж в 3-х томах (дружина представлена співавтором Фавара).
На чисельні лібретто Фавара писали комічні опери багато композиторів, в тому числі Глюк, Ґретрі, Довернь, Дуні, Делаборд, Монсіньї, Моцарт, Філідор.

## Твори
Загалом написав близько 150 комедій-водевілів і лібретто, в тому числі (всі поставлені в Парижі):
- Комічна опера «Сестри-близнята» (фр. «Les Deux Jumelles», 1734).
- «Шукачка розуму» (фр. «La Chercheuse d'esprit», 1741).
- «Дон Кіхот у герцогині» (фр. «Don Quichotte chez la duchesse», 1743) — Буамортьє написав на неї комічну оперу.
- «Цитера в облозі» (фр. «La Cythère assiegée», Брюссель, 1748) — опера Глюка в 1759 році.
- «Любов Бастьєна і Бастьєнни» (фр. «Les Amours de Bastien et Bastienne», 1753, пародія на оперу Руссо «Сільський чаклун», написана спільно з дружиною) — опера Моцарта в 1768.
- «Обдурена кокетка» (фр. «La coquette trompée») — опера Доверні в 1753.
- «Свято любові, або Лука і Колінетта» (1754).
- «Любовний каприз, або Нінета при дворі» (фр. «Le caprice amoureux ou Ninette à la cour», 1755, пародія на оперу Чампі «Бертольда при дворі», написана спільно з дружиною) — опера Дуні в 1756; поставлена також в Петербурзі у 1765 році.
- «Дочка, за якою погано наглядали…» (фр. «La fille mal gardée…») — опера Дуні в 1758.
- Водевіль «Сулейман, або Три султани» — про османського султана Сулеймана I (1761).
- «Анетта і Любен» (1762).
- «Свято світу» (фр. «Les fêtes de la paix») — опера Філідора в 1763.
- «Фея Ургела, або Той, хто подобається дамам» (фр. «La fée Urgele ou Ce qui plait aux dames», 1765) — опера Дуні в 1765; пізніше — Ґретрі.
- «Женці» (фр. «Moissonneurs») — опера Дуні в 1768.
- «Фіктивний садівник» (фр. «Le jardinier suppos») — опера Філідора в 1769.
- «Випробування дружби» (фр. «L'amitié à l'épreuve») — опера Ґретрі в 1770.
- «Прекрасна Арсена» (фр. «La Belle Arsène», 1773) — опера Монсіньї в тому ж році.

## Образ у мистецтві
- Разом з дружиною Фавар фігурує в комічній опері Жака Оффенбаха «Мадам Фавар» (1878).